# TULP1
TULP1‏ (Tubby like protein 1) هوَ بروتين يُشَفر بواسطة جين TULP1 في الإنسان.